# Estação Juan XXIII
A Estação Juan XXIII é uma das estações do Metrocable de Medellín, situada em Medellín, entre a Estação San Javier e a Estação Vallejuelos. Administrada pela Empresa de Transporte Masivo del Valle de Aburrá Limitada (ETMVA), faz parte da Linha J.
Foi inaugurada em 3 de março de 2008. Localiza-se no cruzamento da Carrera 99dd com a Rua 48f. Atende o bairro Juan XXIII, situado na comuna de San Javier.